# Große Höhlenspinne
Die Große Höhlenspinne (Meta menardi), auch Höhlenkreuzspinne oder wie die Gattung Höhlenradnetzspinne genannt, ist eine Spinne innerhalb der Familie der Streckerspinnen (Tetragnathidae).
Sie wurde von der European Society of Arachnology zur Spinne des Jahres 2012 gekürt. Zusätzlich ernannte der Verband der deutschen Höhlen- und Karstforscher diese Spinne zum Höhlentier des Jahres 2012.

## Beschreibung

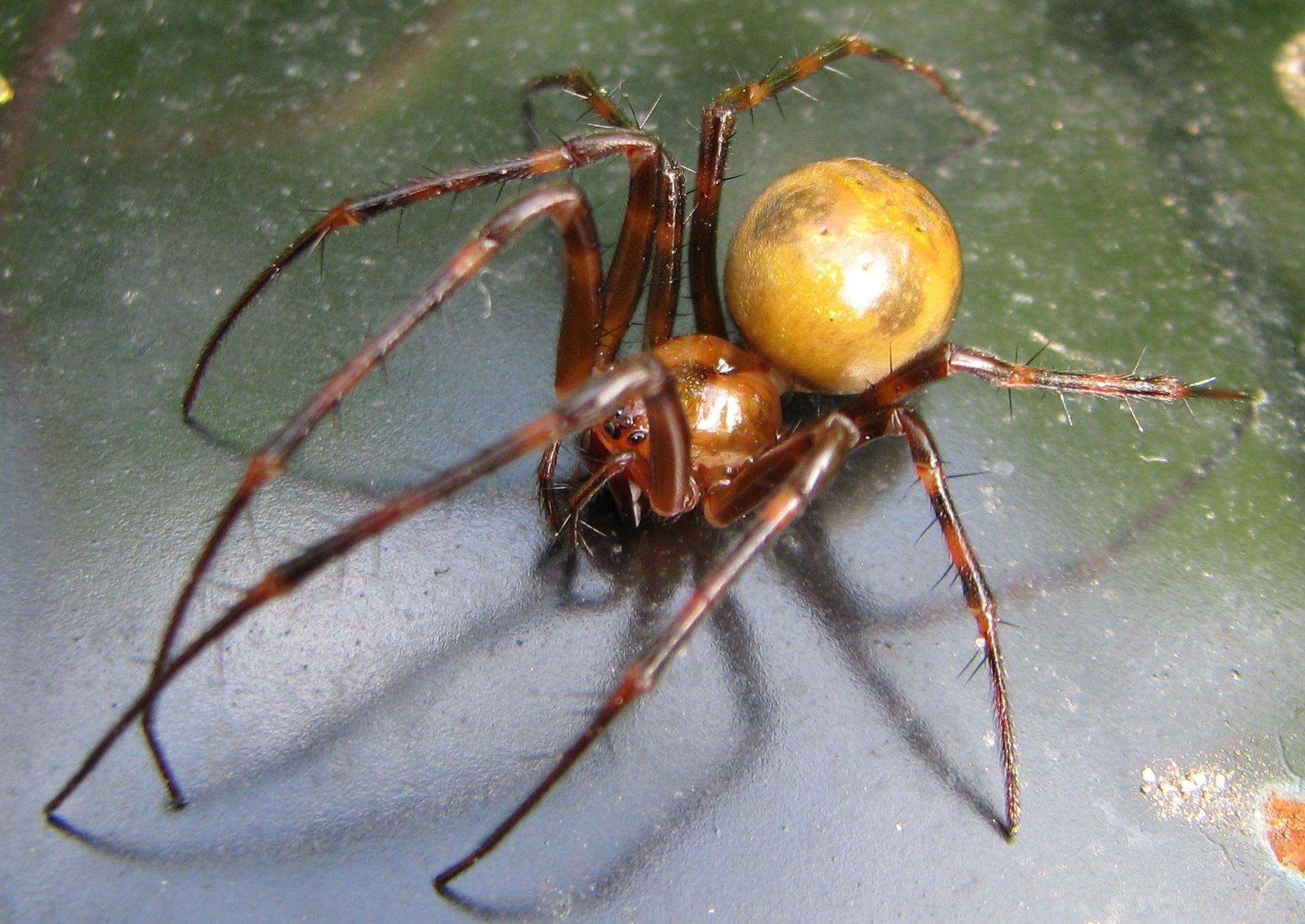
Höhlenradnetzspinne, Weibchen

Die Große Höhlenspinne zählt zu den großen Spinnen Mitteleuropas. Die Männchen erreichen eine Körperlänge von 11 bis 13 Millimetern und die Weibchen von 14 bis 17 Millimetern. Beide Geschlechter weisen eine ähnliche Zeichnung und Färbung auf. Ihr Körper ist stark glänzend und die Grundfärbung meist ziemlich dunkel. Der Vorderkörper (Prosoma) ist braun bis rötlichbraun mit dunklem Mittelstreifen und breiten dunklen Seitenflächen. Der Hinterkörper (Opisthosoma) variiert von grün bis dunkelbraun und ist mit schwarzen Zeichnungen bedeckt. Auf der Unterseite erkennt man einen dunklen Mittelteil, der manchmal gelblich eingefasst ist. Die Beine sind braun und schwarz geringelt und mit zahlreichen längeren Stacheln versehen. Die Jungtiere sind meist heller und haben einen weißlichen oder gelblichen, dunkel gezeichneten Hinterleib.

## Verbreitung
In Deutschland kommt die Große Höhlenspinne am häufigsten im Bergland vor, insbesondere in Karstgebieten wie der Schwäbischen Alb. Dort besiedelt sie oft in großer Zahl die Eingänge von Höhlen, Stollen, Kellern, Brunnenschächten und anderen feuchten und dunklen Orten. Das seit 1929 bekannte und zurzeit nordwestlichste Vorkommen befindet sich in der Bad Segeberger Kalkhöhle. Der Fundort in Sassnitz auf Rügen ist nach Rostock der zweite Fundort für Mecklenburg-Vorpommern und stellt das nördlichste Vorkommen von Meta menardi in Norddeutschland dar.

## Lebensweise

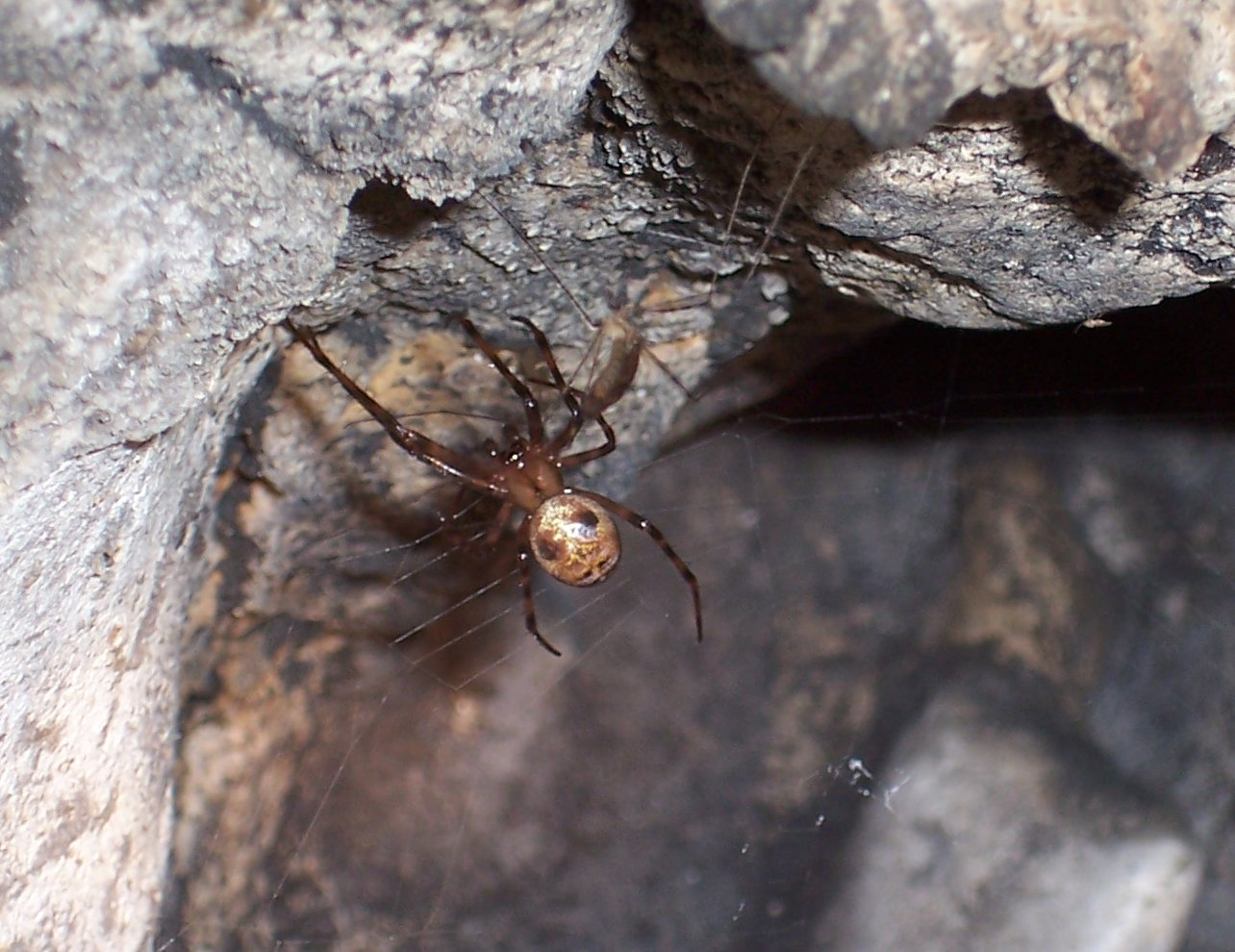
Große Höhlenspinne beim Netzbau

Die Große Höhlenspinne findet man das ganze Jahr über an dunklen und feuchten Stellen wie Kellern, Höhlen und Bergwerksstollen. Während der wärmeren Jahreszeit hält sie sich vor allem im Eingangsbereich von Höhlen auf, während sie sich im Winter weiter ins Höhleninnere zurückzieht. Das Netz ist im Vergleich zu ihrer Größe auffallend klein und radienarm. Es erreicht selten mehr als 30 Zentimeter im Durchmesser und enthält stets unter 20, manchmal sogar nur 8 Radien. Im Netzzentrum befindet sich, wie bei allen einheimischen Meta-Arten, ein Loch, da sie alle Fäden aus der Nabe entfernt, wenn das Netz fertig ist.

## Ernährung
Da die Große Höhlenspinne Lebensräume mit kargem Nahrungsangebot bewohnt, scheint sie sehr genügsam zu sein. In ihrem Netz finden sich kleine Mücken, Asseln und Tausendfüßer und nur selten Schmetterlinge oder Köcherfliegen, welche die Höhlen als Überwinterungsplatz aufsuchen. Zuweilen werden jedoch Falter des Olivbraunen Höhlenspanners erbeutet.

## Fortpflanzung

Große Höhlenspinne mit Kokon

Die Paarung findet meist im Frühsommer statt. In der Zeit von Juli bis September stellt das Weibchen einen in etwa zwei Zentimeter großen, ballonförmigen Eikokon her, in dem sich einige hundert Eier befinden. Der Kokon wird mit einem Fadenstrang an der Höhlenwand oder Höhlendecke befestigt. Die Jungspinnen schlüpfen im Herbst oder Winter. Ihre Entwicklung ist mindestens zweijährig. Bei schlechtem Nahrungsangebot verzögert sich die Entwicklung möglicherweise auch um mehrere Jahre.